# Economía de Camerún

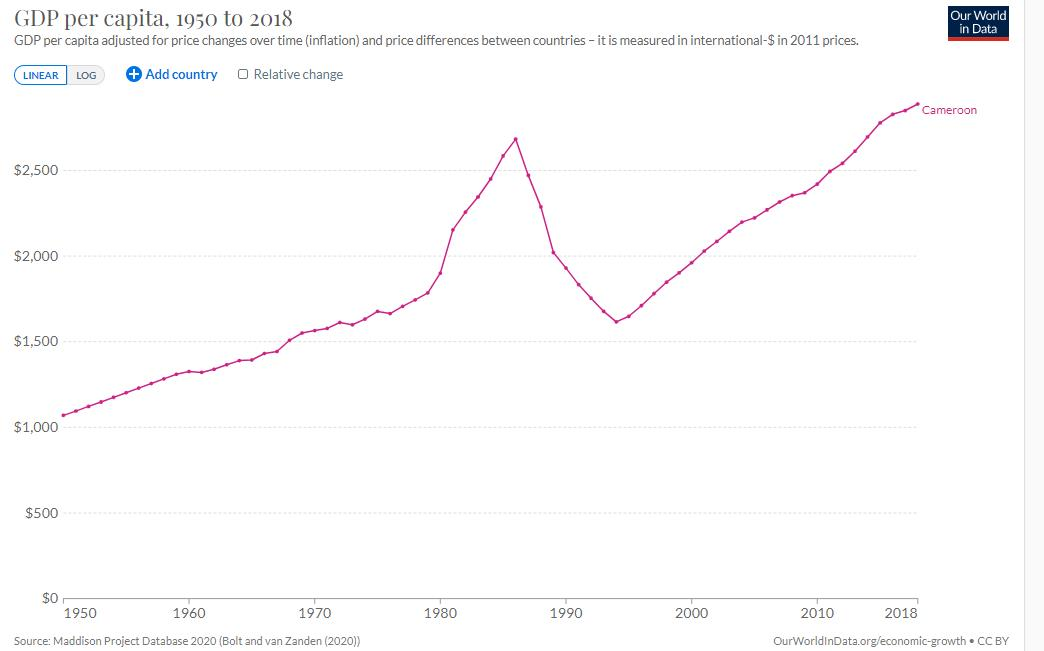
Evolución del PIB real per cápita en Camerún.

La economía de Camerún es, gracias a sus modestas reservas de petróleo y condiciones favorables de la agricultura, una de las mejores economías exportadoras de materias primas del África subsahariana. Aun así, el país enfrenta considerables problemas, tales como una baja renta per cápita, una distribución de la renta relativamente mala, corrupción endémica y un clima para negocios generalmente poco favorable.
Francia, dados sus lazos históricos, es el principal socio económico de Camerún y el origen de la mayoría de la inversión privada y la ayuda exterior. El país también tiene firmados acuerdos bilaterales con Estados Unidos, que concentra la mayor parte de sus inversiones en el sector petrolífero. Camerún tiene como meta convertirse en una potencia emergente en 2035.
Camerún se convirtió en un país productor de petróleo en 1977. Con el pretexto de querer hacer reservas para tiempos difíciles, las autoridades gestionan los ingresos petroleros "extrapresupuestarios" con total opacidad (los fondos se colocan en cuentas de París, Suiza y Nueva York). Varios miles de millones de dólares se desvían en beneficio de las compañías petroleras y de los funcionarios del régimen (más de 10.000 millones de dólares entre 1977 y 2006, según un estudio de la Universidad de Oxford). La influencia de Francia y de sus 9.000 nacionales en el Camerún sigue siendo considerable. La revista African Affairs señaló a principios de la década de 1980 que "siguen dominando casi todos los sectores clave de la economía, al igual que antes de la independencia". Los franceses controlan el 55% del sector moderno de la economía camerunesa y su control sobre el sistema bancario es total.»
La caída de sus principales exportaciones -petróleo, cacao, café y algodón- a mediados de la década de 1980, sumada a una gran devaluación de la moneda y una mala gestión económica, condujo a una década de recesión. El PIB per cápita se redujo en más de un 60% en 8 años (1986-1994).
El déficit por cuenta corriente creció y la deuda externa se multiplicó. Sin embargo, debido a sus grandes reservas petroleras, minerales y a su agricultura, Camerún siguió siendo una de los países más dotados económicamente del África subsahariana.
Las razones de las devaluaciones y la caída de las exportaciones fueron que el gobierno se embarcó en una serie de programas de reforma económica "apoyados" por el Banco Mundial y el Fondo Monetario Internacional (FMI) a partir de finales de 1980. Muchas de estas medidas tuvieron un efecto muy doloroso; el gobierno redujo, entre otros, los salarios en la administración pública en un 65% en 1993. A pesar de ello, el gobierno no cumplió con las condiciones de los primeros cuatro programas del FMI.

## Comercio exterior
En 2020, el país fue el 110o exportador más grande del mundo (US $ 5 mil millones). En la suma de bienes y servicios exportados, alcanza los US $ 7.700 millones, ubicándose en el puesto 104 del mundo. En importaciones, en 2019, fue el 118.º mayor importador del mundo: US $ 5,8 mil millones.

## Sector primario

### Agricultura
Camerún produjo en 2018:

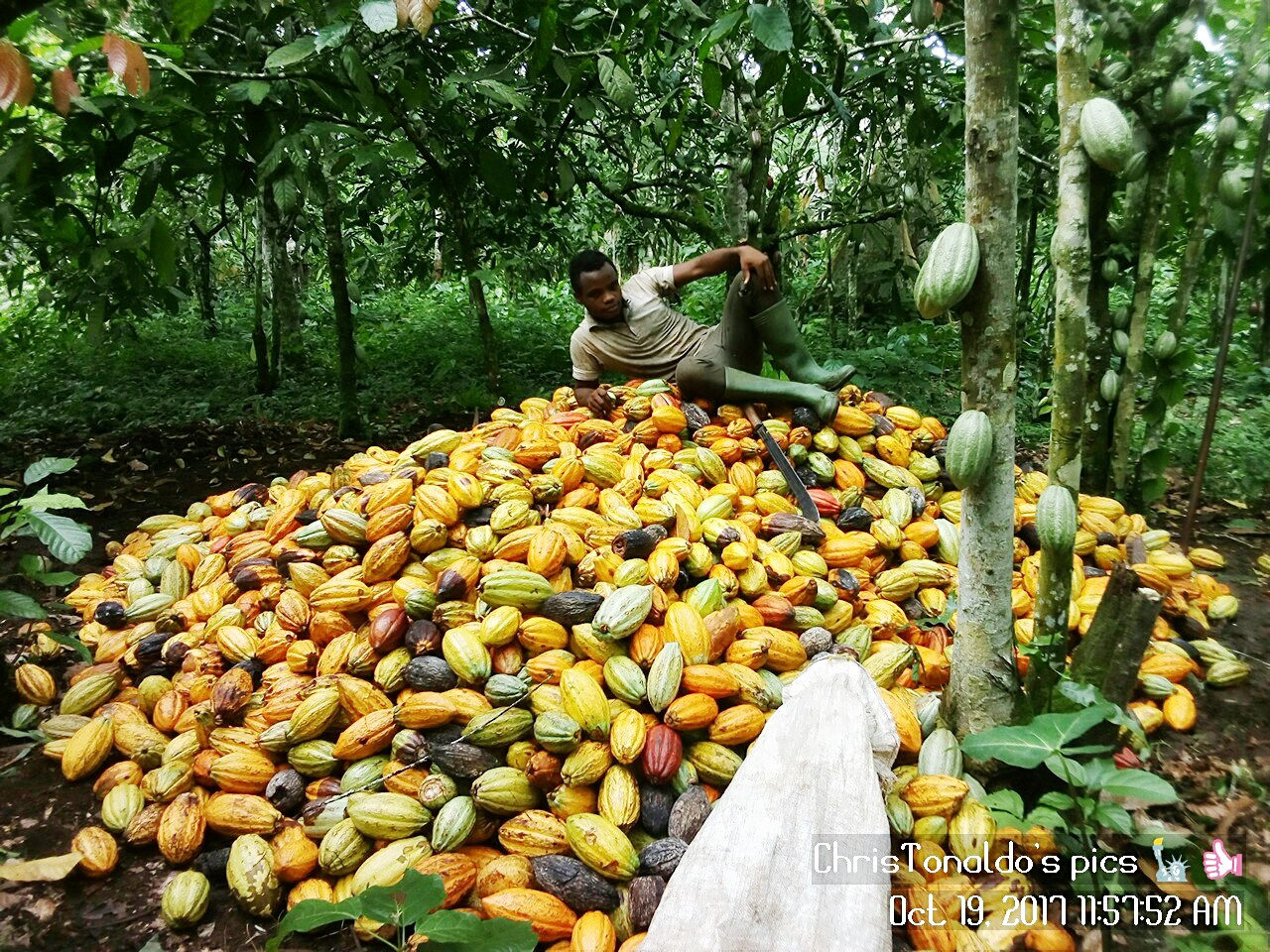
Cosecha de cacao en Camerún.

- 5 millones de toneladas de mandioca (decimotercer productor mundial);
- 3,9 millones de toneladas de "plantain" (tercer productor mundial, solo detrás del Congo y Ghana);
- 2,6 millones de toneladas de aceite de palma (séptimo productor mundial);
- 2,3 millones de toneladas de maíz;
- 1,9 millones de toneladas de taro (tercer productor mundial, solo superado por Nigeria y China);
- 1,4 millones de toneladas de sorgo;
- 1,2 millones de toneladas de plátano;
- 1,2 millones de toneladas de caña de azúcar;
- 1 millón de toneladas de tomate;
- 674 mil toneladas de ñame (séptimo productor mundial);
- 594 mil toneladas de maní;
- 410 mil toneladas de batata;
- 402 mil toneladas de frijoles;
- 332 mil toneladas de arroz;
- 310 mil toneladas de piña;
- 307 mil toneladas de cacao (quinto productor mundial, perdiendo ante Costa de Marfil, Ghana, Indonesia y Nigeria);
- 302 mil toneladas de patata;
- 301 mil toneladas de cebolla;
- 249 mil toneladas de algodón;
- 49,5 mil toneladas de nuez de cola;
- 30 mil toneladas de café;
- 6,6 mil toneladas de tabaco;
- 5,8 mil toneladas de té;

Además de otras producciones de otros productos agrícolas.

### Ganadería
En ganadería, Camerún produjo, en 2019: 83 mil toneladas de carne de pollo; 80 mil toneladas de carne de vacuno; 77 mil toneladas de carne de caza; 32 mil toneladas de cerdo; 18 mil toneladas de carne de chivo; 14 mil toneladas de carne de cordero; 173 millones de litros de leche de vaca; 54 millones de litros de leche de cabra, entre otros.

## Sector secundario

### Industria
El Banco Mundial enumera los principales países productores cada año, según el valor total de la producción. Según la lista de 2019, Camerún tenía la 85a industria más valiosa del mundo ($ 5.5 mil millones).
En 2019, Camerún no produjo  vehículos ni acero.
En 2018, el país produjo 600 millones de litros de cerveza, 59,6 mil toneladas de aceite de cacahuete (11º productor mundial) y 27,1 mil toneladas de aceite de algodón (15º productor mundial).

### Energía
En energías no renovables, en 2020, el país fue el 46.º productor mundial de petróleo en el mundo, 66,7 mil barriles / día. En 2011, el país consumió 29,400 barriles / día (113 ° consumidor más grande del mundo). El país fue el 46.º mayor exportador de petróleo del mundo en 2010 (55,6 mil barriles / día). En 2015, Camerún fue el 69.º productor mundial de gas natural, 600 millones de m³ al año. El país no produce carbón.
En energías renovables, en 2020, Camerún no produjo energía eólica, ni energía solar.

### Minería
En la producción de oro, en 2017 el país produjo 1,8 toneladas.

## Sector terciario

### Turismo
En 2010, Camerún recibió 0,5 millones de turistas internacionales. Los ingresos por turismo este año fueron de $ 0.1 mil millones.